# Dapsa bertiana
Dapsa bertiana es una especie de coleóptero de la familia Endomychidae.

## Distribución geográfica
Habita en Argelia.